# Sid Eudy
Sidney Raymond Eudy (Moses Lake (Washington), 16 december 1960 – Marion (Arkansas), 26 augustus 2024) was een Amerikaans professioneel worstelaar die bekend werd om zijn prestaties voor World Championship Wrestling onder de ringnaam Sid Vicious en voor World Wrestling Federation eerst als Sid Justice, maar nadien nadrukkelijker als Sycho Sid. Hij was actief van 1987 tot 2001. 

## Carrière
Eudy is een zesvoudig wereldkampioen en veroverde als Sycho Sid twee keer het WWF World Heavyweight Championship, gedurende zijn korte WWF-periode tussen 1996 en 1997. Tijdens deze periode kruisten Eudy en Shawn Michaels regelmatig de degens. Eudy speelde een hoofdrol op WrestleMania VIII (1992) en WrestleMania 13 (1997), maar verkreeg vooral erkenning in de promotie World Championship Wrestling (WCW). Eudy was daar meermaals actief, gespreid over drie periodes. In de WCW schreef Eudy als zijn alternatieve personage Sid Vicious twee keer het WCW World Heavyweight Championship op zijn naam. 
Op 14 januari 2001, bij zijn derde periode in de WCW, liep Eudy onder de ringnaam Sid Vicious een dubbele open beenbreuk op in het main event van de pay-per-view Sin, een wedstrijd tussen Sid Vicious, Scott Steiner, Jeff Jarrett en Road Warrior Animal. Toen Eudy van de bovenste spanschroef sprong – om vanuit deze positie op spectaculaire wijze zijn kenmerkende worstelbeweging Big Boot uit te voeren – landde hij ongemakkelijk op zijn linkerbeen, dat een hoek vormde van 90 graden. Eudy had een fractuur in zowel zijn kuitbeen als scheenbeen. Chirurgen hadden twee uur nodig om de breuk te behandelen en plaatsten een metalen staaf van 43 centimeter lang in Eudy's linkerbeen. 
De beelden van de breuk waren erg grafisch en derhalve te gruwelijk. De WCW heeft de beelden noch live uitgezonden noch later herhaald. De beelden werden eenmalig getoond tijdens een aflevering van het wekelijks terugkerende programma Monday Night Nitro. Eudy zou nooit meer volledig herstellen en beëindigde als gevolg van deze blessure zijn professionele carrière. Op 25 juni 2012 keerde hij even terug naar de WWE voor een kleinschalige confrontatie met Heath Slater, maar van een echte comeback was geen sprake.
Eudy overleed op 26 augustus 2024 op 63-jarige leeftijd aan kanker.

## In worstelen
- Finishers
  - Chokeslam
  - Sheer drop release powerbomb

- Signature moves
  - Big boot
  - Hangman's neckbreaker
  - Military press slam
  - Vicious Crossface (Arm trap crossface)

- Managers
  - Oliver Humperdink
  - Ole Anderson
  - Ted DiBiase
  - Harvey Wippleman

- Bijnamen
  - "The Master and Ruler of the World"
  - "The Millennium Man"

## Prestaties
- Continental Wrestling Association
  - CWA Heavyweight Championship (1 keer)

- NWA Georgia
  - NWA Georgia Heavyweight Championship (1 keer)

- NWA Northeast
  - NWA Northeast Heavyweight Championship (1 keer)

- Southeastern Championship Wrestling
  - NWA Alabama Heavyweight Championship (1 keer)
  - NWA Southeastern Heavyweight Championship (1 keer)
  - NWA Southeastern Tag Team Championship (1 keer met Shane Douglas)

- United States Wrestling Association
  - USWA Texas Heavyweight Championship (1 keer)
  - USWA Unified World Heavyweight Championship (2 keer)

- Pro Wrestling Illustrated
  - PWI Comeback of the Year (1996)

- World Championship Wrestling
  - WCW United States Heavyweight Championship (1 keer)
  - WCW World Heavyweight Championship (2 keer)

- World Wrestling Federation
  - WWF Championship (2 keer)

- Wrestling Observer Newsletter awards
  - 5 Star Match (1991)
  - Most Overrated (1993)
  - Readers' Least Favorite Wrestler (1993)
  - Worst Worked Match of the Year (1990) vs. the Night Stalker at Clash of the Champions XIII